# Willy Schlobach
Willy Schlobach, né à Bruxelles le 27 août 1864 et mort à Nonnenhorn le 29 janvier 1951, est un peintre de paysages, de marines et de sites du littoral belge.

## Biographie
Il est belgo-allemand, né de parents allemands qui exploitent une entreprise de viticulture en la villa Les Vignes à La Hulpe, au-delà du chemin de fer, sur un plateau près du chemin d'Hoeilaart et du lieu appelé Fond du Diable.  
Rodolphe Wytsman et Théo van Rysselberghe sont ses compagnons d'académie et se retrouvent souvent à La Hulpe. Rodolphe et Juliette Wytsman née Trullemans, son épouse, y habitèrent dans l'entourage de Camille Lemonnier qui y vivait aussi dans sa maison de campagne.
Il fait ses études à l'académie de Bruxelles et en 1883, il est un des membres fondateurs du groupe bruxellois d'avant-garde Les Vingt.
Marqué dès 1884, par Turner, il évolue vers l'impressionnisme. Entre 1884 et 1890, il utilise des touches nacrées, et montre son intérêt pour les tons purs. Lors d'un séjour à Londres en 1887, il découvre Whistler et ses paysages sont influencés par l'art japonais.  

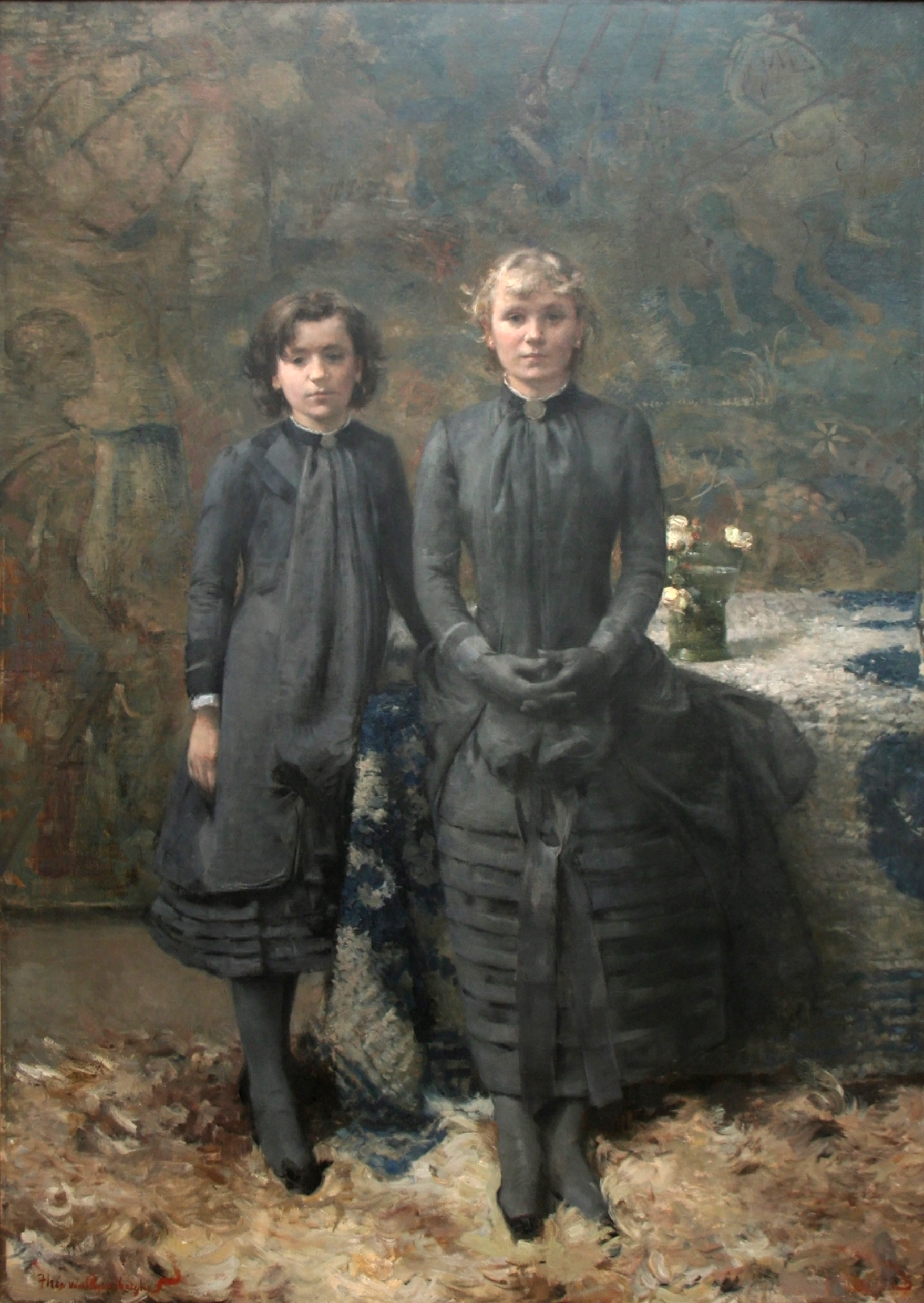
Les Sœurs du peintre Schlobach, 1885
par Théo Van Rysselberghe
Musée d'art moderne et d'art contemporain de Liège

Il expose au Salon des XX, "Hantises", gouaches inspirées par Londres. Il s'intéresse à Seurat, puis s'oriente vers les préraphaélites (1890) et en 1902, il expose aux XX des sujets symbolistes.  
Il habite pendant un temps à Rhode-Saint-Genèse non loin d'une ferme et de la propriété de Georges Lequime, héritier de la célèbre collection Lequime qui allait être vendue à la Galerie Giroux en deux fois à quelques années de différence.  Cette collection de tableaux des XIXe et XXe siècles était abritée et exposée au 137 Chaussée de Chaleroi à Saint-Gilles, et ce, même après la vente de cette maison au Comte Carton de Wiart.
Il quitte la Belgique pour l'Allemagne et la suite de sa carrière reste dans l'ombre.